# Leptotarsus (Tanypremnella) abitaguensis
Leptotarsus (Tanypremnella) abitaguensis is een tweevleugelige uit de familie langpootmuggen (Tipulidae). De soort komt voor in het Neotropisch gebied.